# Кавказькі мови

Етно-лінгвістичні групи кавказького регіону

Кавказькі мови — умовна назва сукупності близько 40 місцевих (тубільних) мов Кавказу, який ще в античності називали «горою мов». Усього цими мовами говорить близько 11 млн мовців.

## Класифікація
Традиційно виділяють три групи кавказьких мов:
- абхазько-адигейську[1] (900 тис. мовців),
- картвельську (7 млн),
- нахсько-дагестанську (3 млн).

Найчисленніші мовні колективи з-поміж абхазо-адизьких — кабардино-черкеська мова (560 тис.): з-поміж картвельських мов — грузинська (4,7 млн) лазька мова (від 500 тис. до 1,5 млн) і мегрельська (600 тис.): з-поміж нахсько-дагестанських — чеченська (1,3 млн), аварська (560 тис.) і лезгинська (430 тис.) В долині річки Андійська Койсу уздовж її 80-кілометрової течії зосереджені 13 малих мов — своєрідний дорогоцінний для науки мовний заповідник у гірському Дагестані. Найменші з них — годоберннська і бежитинська мають по 2,5 тис. мовців, хваршинська і арчинська — по 1 тис., гунзибська — 600 осіб, гінухська — 200 осіб.
Судячи з зібраних досі даних, до кавказьких мов могли належати також давно згаслі доіндоєвропейські «азіанійські» мови Середземномор'я та Закавказзя: урарту, хурритська, хатська (Hattic), етруська, пелазгійська, можливо — мова шардана на о. Сардинія, лігурійська та іберійська на Піренейському півострові. За даними сучасної генеалогії мовних філ, кавказькі мови разом з баскською, буриською, кетською виявляються спорідненими з китайською (!) та канадсько-індіанськими мовами на-дене, утворюючи разом з ними дене-кавказьку мовну філу (Дж. Грінберг), або інакше — еу-кав-кет-сіна-денську… У плані контенсивної типології баскська, кавказькі та кетська належать до ергативних мов, історичних попередниць номінативних.
З точки зору формальної типології кавказькі мови мають чимало спільних рис. Так, в цілому інвентар їхніх голосних обмежений (за винятком окремих мов нахсько-дагестанської групи, які мають до 24 голосних). Натомість розгалужені й багаті системи приголосних. Всі без винятку кавказькі мови мають характерні абруптивні приголосні p'. t', k', часом g', x'. У словозміні й словотворі вживані афіксальні засоби. Переважає аглютинативний морфологічний тип (при наявності окремих флективних рис). Порядок слів — SOP, тобто, дієслівний присудок тяжіє до кінця речення, прямий додаток стоїть переважно перед присудком, а означення перед своїм означеним.
У напрямі з заходу на схід — через картвельську (грузинську) мовну область — спостерігається ступеневе зростання рис флективності, ускладнення системи відмін імен і навпаки, спрощення дієвідміни, скорочення словотвірних типів тощо. Майже в усіх кавказьких мовах поширена характерна двадцяткова система лічби. Система вказівних займенників — часто тричленна.
Структурні відмінності усіх трьох груп істотні. Так, для абхазо-адизьких мов властиве багатство приголосних (до 80 в системі нещодавно згаслої в Туреччині мови убихської або соачі — з околиць міста Сочі) і бідність голосних (усього 2). У граматиці — багатоособовість дієвідміни (з морфемним позначенням до 4 учасників дії) при нерозвиненості відміни. Для нахсько-дагестанських мов типова система іменних класів (від 2 до 8), морфологічні показники яких з'являються в усіх супровідних до імен частинах мови (дієсловах, прикметниках), а також найбільша кількість відмінків (до 40!), чого немає в жодній іншій мові світу. Специфічні риси мов картвельської групи: звичайна двоприголосна структура дієслівного кореня, різноманітність граматичної категорії стану перехідних дієслів та особливо висока насиченість слова приголосними, напр.: Мткварі — «р. Кура», брцхінвале — «блискучий», вгрдзнобт — «ми відчуваємо». Грузинська — єдина давньописемна мова з-поміж кавказьких (грузинське письмо).
Мови індоєвропейських народів Кавказького регіону (вірменська, осетинська) зазнали помітного кавказького впливу в фонетиці, граматиці, лексиці.